# Evaristo de Sá Benevides

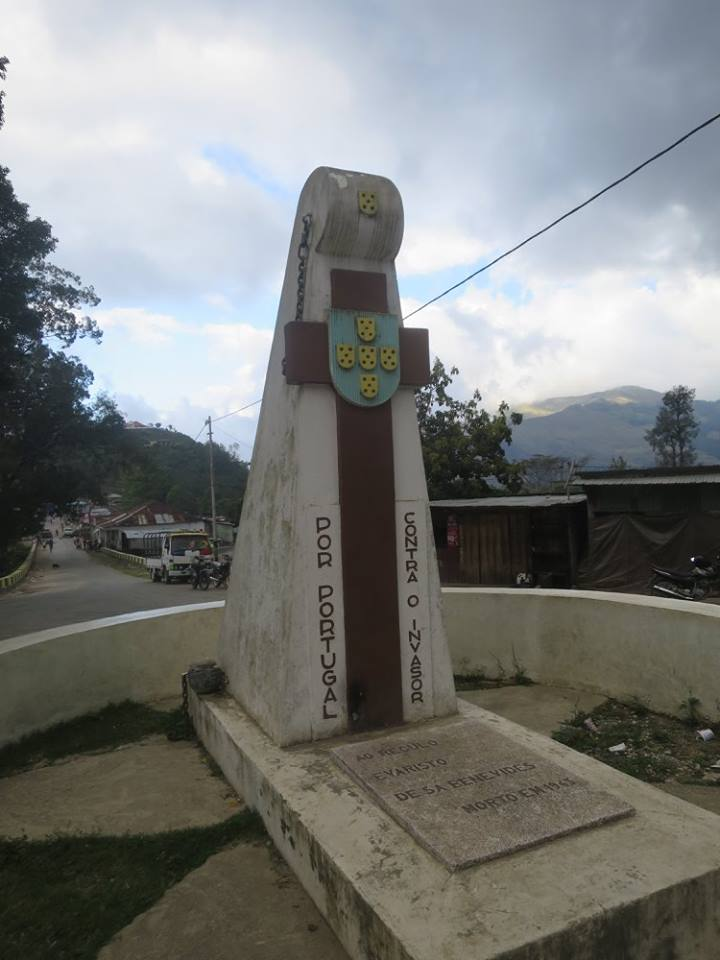
Denkmal für den Herrscher Evaristo de Sá Benevides, Maubisse

Dom Evaristo de Sá Benevides († 1943 in Portugiesisch-Timor) war ein Liurai, Herrscher von Maubisse, im Osten der Insel Timor. 1942 besetzten die Japaner Portugiesisch-Timor. 1943 töteten sie Benevides. Ihm zu Gedenken wurde ein Denkmal in Maubisse errichtet. Auf ihm steht geschrieben: „Por Portugal, contra  o invasor“ (deutsch Für Portugal, gegen die Invasoren).